# Park Seul-gi
Park Seul-gi (ur. 25 lutego 1991 w Ansan w Korei Południowej) – południowokoreańska siatkarka, grająca jako przyjmująca. Obecnie występuje w drużynie Hyundai.